# Sierramadregräsfågel
Sierramadregräsfågel (Robsonius thompsoni) är en fågel i familjen gräsfåglar inom ordningen tättingar.

## Utseende och läte
Sierramadregräsfågeln är en medelstor och relativt kraftig tätting med långa ben och stora fötter. Fjäderdräkten är ljus under, med gråaktigt lätt fjällat bröst och brunt under stjärtroten. Den är vidare rostfärgad på panna och ansikte med en bar hudfläck framför ögat. Ovansidan är brun med två prickiga vingband och kastanjebruna vingpennor. Strupen är vit med svarta fläckar under. Intill syns ett tunt svart mustaschstreck. Sången består av mycket ljusa "tseeee-sip tsee-wee!".

## Utbredning och systematik
Fågeln förekommer på nordöstra Luzon, Filippinerna. Den beskrevs som en ny art för vetenskapen så sent som 2013. Tidigare betraktades arterna i släktet Robsonius okontroversiellt vara timalior och placerades ibland tillsammans med andra smygtimalior i släktet Napothera. Genetiska studier visar dock förvånande nog att de är släkt med gräsfåglarna.

## Levnadssätt
Sierramadregräsfågeln hittas i skogsområden från lågland till lägre bergstrakter. Olikt andra gräsfåglar håller den till på marken, likt en trast. 

## Status
Arten har ett begränsat utbredningsområde och tros minska i antal, men anses inte vara hotad. IUCN kategoriserar den som livskraftig.

## Namn
Fågelns vetenskapliga släktesnamn Robsonius hedrar den brittiske ornitologen Craig R. Robson.

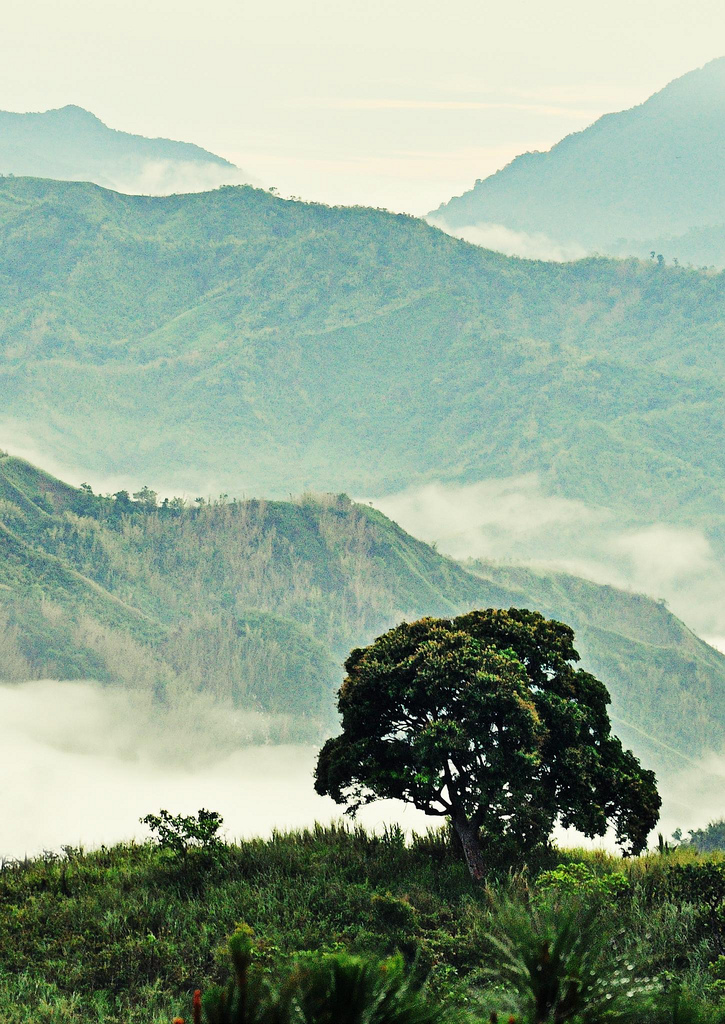
Fågeln är endemisk för Sierra Madre-bergen på norra Luzon.